# Lista universităților medievale
Această Listă a universităților medievale (mai precis, reprezentând un Studium Generale) dispune în ordine cronologică universitățile constituite în Evul Mediu în Europa occidentală.
Notă: Unele dintre datele respective sunt aproximative.

## Secolul al XII-lea
| Anul recunoașterii             | Locația       | Țara actuală | Țara la momentul constituirii |
| ------------------------------ | ------------- | ------------ | ----------------------------- |
| Secolul al XII-lea             | Salerno       | Italia       | Regatul Siciliei              |
| Sfârșitul secolului al XII-lea | Bologna       | Italia       | Statul papal                  |
| 1188                           | Reggio Emilia | Italia       | Reggio (comună)               |

## Secolul al XIII-lea
| Anul recunoașterii              | Locația             | Țara actuală            | Țara la momentul constituirii |
| ------------------------------- | ------------------- | ----------------------- | ----------------------------- |
| 1204                            | Vicenza             | Italia                  | Vicenza (comună)              |
| 1208                            | Palencia            | Spania                  | Castilia                      |
| Începutul secolului al XIII-lea | Oxford              | Marea Britanie (Anglia) | Anglia                        |
| Începutul secolului al XIII-lea | Paris               | Franța                  | Franța                        |
| Începutul secolului al XIII-lea | Montpellier         | Franța                  | Aragon                        |
| 1209-1225                       | Cambridge           | Marea Britanie (Anglia) | Anglia                        |
| 1215                            | Arezzo              | Italia                  | Arezzo (comună)               |
| Înainte de 1218/1219            | Salamanca           | Spania                  | Castilia și Leon              |
| 1222                            | Padova              | Italia                  | Padova (comună)               |
| 1224                            | Napoli              | Italia                  | Regatul Neapolelui            |
| 1228                            | Vercelli            | Italia                  | Vercelli (comună)             |
| 1229                            | Toulouse            | Franța                  | Comitatul de Toulouse         |
| cca. 1235                       | Orleans             | Franța                  | Franța                        |
| 1245                            | Roma (Curia Papală) | Italia                  | Statul papal                  |
| 1246                            | Siena               | Italia                  | Siena (comună)                |
| 1248                            | Piacenza            | Italia                  | Piacenza (comună)             |
| cca. 1250                       | Angers              | Franța                  | Franța                        |
| 1254-1260                       | Sevilla             | Spania                  | Castilia                      |
| 1261                            | Northampton         | Marea Britanie (Anglia) | Anglia                        |
| Sfârșitul secolului al XIII-lea | Valladolid          | Spania                  | Castilia                      |
| 1290                            | Coimbra             | Portugalia              | Portugalia                    |
| 1300                            | Lleida              | Spania                  | Aragon                        |

## Secolul al XIV-lea
| Anul recunoașterii | Locația         | Țara actuală   | Țara la momentul constituirii |
| ------------------ | --------------- | -------------- | ----------------------------- |
| 1303               | Avignon         | Franța         | Comitatul de Provence         |
| 1303               | Roma (Sapienza) | Italia         | Statul papal                  |
| 1308               | Perugia         | Italia         | Statul papal                  |
| 1318               | Treviso         | Italia         | Treviso (comună)              |
| 1332               | Cahors          | Franța         | Comitatul de Toulouse         |
| 1339               | Grenoble        | Franța         | Comitatul de Dauphiné         |
| 1339               | Verona          | Italia         | Verona (seniorie)             |
| 1343               | Pisa            | Italia         | Republica Pisa                |
| 1347               | Praga           | Republica Cehă | Cehia                         |
| 1349               | Florența        | Italia         | Florența (comună)             |
| 1350               | Perpignan       | Franța         | Aragon                        |
| 1354               | Huesca          | Spania         | Aragon                        |
| 1361               | Pavia           | Italia         | Ducatul Milanului             |
| 1364               | Cracovia        | Polonia        | Polonia                       |
| 1365               | Orange          | Franța         | Principatul de Orange         |
| 1365               | Viena           | Austria        | Ducatul de Austria            |
| 1367               | Pécs            | Ungaria        | Regatul Ungariei              |
| 1369               | Lucca           | Italia         | Lucca (comună)                |
| 1379               | Erfurt          | Germania       | Imperiul romano-german        |
| 1385               | Heidelberg      | Germania       | Palatinatul Elector           |
| 1388               | Köln            | Germania       | Arhiepiscopatul de Köln       |
| 1389               | Budapesta       | Ungaria        | Regatul Ungariei              |
| 1391               | Ferrara         | Italia         | Ferrara (seniorie)            |

## Secolul al XV-lea
| Anul recunoașterii | Locația              | Țara actuală            |                          |
| ------------------ | -------------------- | ----------------------- | ------------------------ |
| 1402               | Würzburg             | Germania                | Ducatul de Bavaria       |
| 1404               | Torino               | Italia                  | Ducatul de Savoia        |
| 1409               | Leipzig              | Germania                | Ducatul de Saxonia       |
| 1409               | Aix-en-Provence      | Franța                  | Comitatul de Provence    |
| 1411               | St. Andrews          | Marea Britanie (Scoția) | Regatul Scoției          |
| 1412               | Parma                | Italia                  | Ducatul de Milano        |
| 1419               | Rostock              | Germania                | Ducatul de Mecklenburg   |
| 1422               | Dole                 | Franța                  | Ducatul de Burgundia     |
| 1425               | Leuven               | Belgia                  | Ducatul de Brabant       |
| 1431               | Poitiers             | Franța                  | Regatul Franței          |
| 1432               | Caen                 | Franța                  | Regatul Angliei          |
| 1441               | Bordeaux             | Franța                  | Regatul Angliei          |
| 1444               | Catania              | Italia                  | Regatul Aragonului       |
| 1446               | Gerona               | Spania                  | Regatul Aragonului       |
| 1450               | Barcelona            | Spania                  | Regatul Aragonului       |
| 1451               | Glasgow              | Marea Britanie (Scoția) | Regatul Scoției          |
| 1452               | Valence              | Franța                  | Dauphiné                 |
| 1453               | Istanbul             | Turcia                  | Imperiul Otoman          |
| 1454               | Trier                | Germania                | Arhiepiscopatul de Trier |
| 1456               | Greifswald           | Germania                | Ducatul de Pomerania     |
| 1457               | Freiburg im Breisgau | Germania                | Ducatul de Austria       |
| 1459               | Basel                | Elveția                 | Episcopatul de Basel     |
| 1459               | Ingolstadt           | Germania                | Ducatul de Bavaria       |
| 1460               | Nantes               | Franța                  | Ducatul de Bretagne      |
| 1464               | Bourges              | Franța                  | Regatul Franței          |
| 1465               | Bratislava           | Slovacia                | Regatul Ungariei         |
| 1470               | Veneția              | Italia                  | Republica Veneția        |
| 1471               | Genova               | Italia                  | Republica Genova         |
| 1474               | Zaragoza             | Spania                  | Regatul Aragonului       |
| 1475               | Copenhaga            | Danemarca               | Regatul Danemarcei       |
| 1476               | Mainz                | Germania                | Arhiepiscopatul de Mainz |
| 1476               | Tübingen             | Germania                | Ducatul de Württemberg   |
| 1477               | Uppsala              | Suedia                  | Regatul Suediei          |
| 1483               | Palma de Mallorca    | Spania                  | Regatul Aragonului       |
| 1489               | Sigüenza             | Spania                  | Regatul Castiliei        |
| 1495               | Aberdeen             | Marea Britanie (Scoția) | Regatul Scoției          |
| 1498               | Frankfurt pe Odra    | Germania                | Frankfurt (oraș liber)   |
| 1499               | Alcalá de Henares    | Spania                  | Regatul Spaniei          |
| 1500               | Valencia             | Spania                  | Regatul Spaniei          |